# Radimella confragosa
Radimella confragosa är en kräftdjursart som först beskrevs av Edwards 1944.  Radimella confragosa ingår i släktet Radimella och familjen Hemicytheridae. Inga underarter finns listade i Catalogue of Life.